# 額爾袞
額爾袞（？年—？年），愛新覺羅氏，清景祖覺昌安次子，顯祖塔克世之兄，太祖努爾哈赤伯父。
順治十一年（1654年），朝廷追封額爾袞為慧哲郡王與其弟宣獻郡王界堪及其福晉同享太廟。

## 延伸阅读
[在维基数据编辑]
 《清史稿/卷215》，出自趙爾巽《清史稿》

### 引用
1. ↑  《清史稿卷二百十五 列傳二 諸王一》：慧哲郡王額爾袞，景祖第二子。
2. ↑  《清史稿 卷二百十五 列傳二 諸王一》：順治十年，追封諡，配享太廟。
3. ↑  《清史稿 卷八十六 志六十一 禮五 吉禮五》：十一年，東廡增祀通達郡王雅爾哈齊、慧哲郡王額爾袞、宣獻郡王界堪，通達位武功上，而慧哲、宣獻兩福晉亦並侑云。
4. ↑  《清史稿 卷五 本紀五 世祖 福臨 二》乙卯，以多羅慧哲郡王額爾袞、多羅宣獻郡王界堪、多羅通達郡王雅爾哈齊配享太廟。